# Firma (zespół muzyczny)
Firma – polska grupa muzyczna wykonująca hip-hop, zaliczana do nurtu ulicznego rapu. Powstała w 2000 roku w Krakowie. Grupie przewodzili raperzy Roman „Bosski Roman” Lachowolski i Tadeusz „Tadek” Polkowski, którzy jako jedyni wzięli udział w nagraniach wszystkich albumów Firmy. Zespół współtworzył także raper Paweł „Popek” Mikołajuw. Działalność zespołu charakteryzuje zmienność składu. Na przestrzeni lat część występujących w składzie raperów brała udział w nagraniach studyjnych w roli gości lub jako równorzędni współtwórcy. Przyczyną była m.in. niegdysiejsza działalność przestępcza większości członków Firmy. Ostatnim utworem zespołu, który pojawił się na solowym albumie rapera Popka pt. Monster był utwór „Jeszcze Firma nie zginęła”, gdzie udzielili się gościnnie członkowie Firmy Tadek i Bosski Roman.

## Historia
Zespół powstał w 2000 roku w Krakowie z inicjatywy raperów Tadeusza „Tadka” Polkowskiego oraz Marcina „Kaliego” Gutkowskiego. W 2001 roku do grupy dołączyli Paweł „Popek” Mikołajuw i Krzysztof „Pomidor” Romanik z Legnicy, a następnie Roman „Bosski Roman” Lachowolski. Debiutanckie wydawnictwo grupy pt. Pierwszy nielegal ukazało się tego samego roku. Album został nagrany w czteroosobowym składzie, bez Kaliego.
W 2002 roku nakładem wytwórni Zooteka ukazał się album pt. Z dedykacją dla ulicy. Już po nagraniu albumu wyrokiem sądu Kali i Pomidor zostali skazani na karę pozbawienia wolności. Wśród gości na albumie znaleźli się m.in. Doz, Mor W.A. oraz Tru Kru. Na płycie znalazł się prawdopodobnie jeden z najpopularniejszych utworów formacji pt. „Brat”. Do piosenki powstał teledysk do którego zdjęcia odbyły się w Zakładzie Karnym w Tarnowie.
W 2005 roku ukazał się trzeci album grupy pt. Nielegalne rytmy. Wydawnictwo zostało zarejestrowane bez Popka i Pomidora w składzie. Materiał został oparty na riddimach. Natomiast jedynym gościem na wydawnictwie był Mercedresu.
W 2008 roku nakładem wytwórni muzycznej Rockers Publishing ukazał się kolejny album grupy pt. Przeciwko kurestwu i upadkowi zasad. Gościnnie na płycie wystąpili m.in. Parol, Szajka, Leetal, Berezin, Komplex, Orion oraz Kultama. Natomiast produkcji podjął się Piero. Nagrania były promowane teledyskami do utworów: „Przeciwko kurestwu i upadkowi zasad” z udziałem Hemp Gru, „Po tej samej stronie” i „Reprezentuje JP”.
30 września 2009 roku został wydany album pt. NieLegalne Rytmy. Kontynuacja. Materiał został nagrany w trzyosobowym składzie bez Popka i Pomidora, którzy wystąpili w roli gości. W ramach promocji do utworów „Mam wyjebane” i „Misja” zostały zrealizowane teledyski. Płyta przysporzyła grupie pierwszego sukcesu komercyjnego. Wydany przez Fonografikę album dotarł do 47. miejsca listy OLiS.
W 2010 roku skład zespołu opuścił Kali. Grupa już bez niego wydała 26 marca 2011 roku album pt. Nasza broń to nasza pasja. W nagraniach nie wziął również udziału Pomidor, który ostatecznie odszedł z grupy. Na wydawnictwo złożyły się dwie płyty zawierające premierowe nagrania oraz płyta koncertowa zarejestrowana w klubie Fonobar. Produkcji materiału podjęli się Piero, P.A.F.F., Zich, DJ Decks oraz Tom Corman. Gościnnie wystąpili m.in. Peja, Lukasyno, Dixon37, Bas Tajpan oraz Paluch. Pierwszym singlem promującym był utwór „Kryminalny rap”, do którego został zrealizowany także teledysk. Kolejne wideoklipy zostały zrealizowane do piosenek „Nasza broń/Honor i ojczyzna”, „Brat bratu bratem”, „Nie zabierzesz mikrofonu”, „Jara-My”, „Dobre dziewczyny”, „Wyprawa nocna 5" oraz „Głowa do góry” (remix). Czwarty „legalny” album formacji przyniósł jej największy sukces komercyjny. Materiał dotarł do 30. miejsca w zestawieniu OLiS, a także uzyskał status platynowej płyty.
31 lipca 2012 roku grupa opublikowała utwór pt. „Filar z waty”, stanowiący diss skierowany do byłego członka Firmy, Kaliego. Była to odpowiedź na treść jego utworu pt. „Żyję zamiast polec”, opublikowanego na albumie solowym Gdy zgaśnie Słońce w maju 2012 roku.
Po 2015 roku, po gościnnym wystąpieniu Firmy (Bosskiego, Popka i Pomidora) na płycie Miejskiego Sortu brak jest doniesień o działalności zespołu. Według deklaracji Popka z 2016 roku, zespół wypalił się.
W 2017 roku na solowej płycie Pomidora w dwóch utworach gościnnie wystąpili razem: Popek oraz Bosski Roman. Do jednego z nich został stworzony teledysk.
W 2019 roku Kali nagrał utwór z teledyskiem pod tytułem „F.I.R.M.A”, który znalazł się na płycie Chudy chłopak oraz Bosski Roman wraz z Pomidorem nagrali utwór pt. „eFIeReMA”, w których wspominają czasy Firmy, a refreny z tych utworów są inspirowane, refrenem z utworu Firmy pt. „Brat” z 2002 roku.

## Twórczość i odbiór
Twórczość formacji charakteryzuje m.in. agresja i bezkompromisowość. W tekstach utworów Firma propaguje kierowanie się tzw. „zasadami ulicy”. Ponadto uwypuklony jest negatywny stosunek wobec niektórych działań policji w związku z brakiem akceptacji nadużyć dokonywanych przez jej funkcjonariuszy. Członkowie grupy są autorami hasła JP (oznaczającego w pierwotnym rozumieniu „Jebać Policję”, co stanowi korelację do podobnego zwrotu HWDP). Z czasem slogan stał się nazwą stworzonej przez członków grupy marki komercyjnej, na potrzeby której skrótowiec JP przybiera inne znaczenia, zaś formalnie urzędowo został zarejestrowany jako „Jestem Porządny”.
Poza pozytywnym przyjęciem muzyki Firmy w środowiskach blokowisk i ulicy, dodatkowo sami członkowie zespołu przyznali, że ich twórczość znajduje szeroki odbiór u osób skazanych odbywających karę pozbawienia wolności w zakładach karnych. Zainteresowanie ich muzyką u więźniów wzbudził w szczególności album Z dedykacją dla ulicy. W tym czasie w Zakładzie Karnym w Tarnowie przebywał Kali, a reszta członków grupy w 2003 roku na terenie tego więzienia zagrała koncert i zrealizowała teledysk do utworu „Brat”.
W swojej twórczości grupa stworzyła utwory bezpośrednio odnoszące się do polskich bokserów. Utwór „Czas na walkę” na płycie NieLegalne Rytmy. Kontynuacja z 2009 roku stanowi odniesienie do Dawida Kosteckiego (tekst refrenu zawiera słowa: „To czas na walkę, to czas na walkę, Dawid Kostecki uliczny fighter”). Od tego czasu piosenka towarzyszyła wejściom Kosteckiego na ring przed walkami. W 2010 roku Firma nagrała utwór „Uliczne pięści / Szpila ma moc” dla Artura Szpilki. Od tego czasu do 2013 członkowie grupy wykonywali piosenkę w trakcie wejścia Szpilki do ringu przed walką.

## Dyskografia

### Albumy
| Rok                        | Album                                                                                         | Pozycja na liście | Sprzedaż        | Certyfikat              |
| Rok                        | Album                                                                                         | POL               | Sprzedaż        | Certyfikat              |
| -------------------------- | --------------------------------------------------------------------------------------------- | ----------------- | --------------- | ----------------------- |
| 2001                       | Pierwszy nielegal - Data: 2001 - Wydawca: brak (nielegal)                                     | –                 |                 |                         |
| 2002                       | Z dedykacją dla ulicy - Data: 9 września 2002 - Wydawca: Zooteka                              | –                 |                 |                         |
| 2005                       | Nielegalne rytmy - Data: 2 maja 2005 - Wydawca: brak (nielegal)                               | –                 |                 |                         |
| 2008                       | Przeciwko kurestwu i upadkowi zasad - Data: 8 października 2008 - Wydawca: Rockers Publishing | –                 | - POL: 5 tys.+  |                         |
| 2009                       | NieLegalne Rytmy. Kontynuacja - Data: 30 września 2009 - Wydawca: Fonografika                 | 47                |                 |                         |
| 2011                       | Nasza broń to nasza pasja - Data: 26 marca 2011 - Wydawca: Fonografika                        | 30                | - POL: 20 tys.+ | - ZPAV: platynowa płyta |
| „–” album nie był notowany |                                                                                               |                   |                 |                         |

### Występy gościnne i współpraca
| Rok  | Utwór | Album                                                 | Źródło |
| ---- | --- | ----------------------------------------------------- | ------ |
| 2001 | „Za dużo” – DJ 600V (gościnnie: Incydent, Firma: Kali, Tadek) | Wkurwione bity                                        | [ 33 ] |
| 2002 | „Co z tego masz” – Firma | KRK Rap Atak (kompilacja)                             | [ 34 ] |
| 2002 | „Słowo na ulicy” – Firma | Klan CD#26 (kompilacja)                               | [ 35 ] |
| 2003 | „Palę (Remix)” – Firma | Hip Hop Rasizm Stop #2 (kompilacja)                   | [ 36 ] |
| 2005 | „Chcesz być słynny” – WWO (gościnnie: Firma: Tadek, Bosski Roman, Kali oraz Mercedresu) | Witam was w rzeczywistości                            | [ 37 ] |
| 2006 | „Kim jestem w twoich oczach” – Firma „Jedziesz 2” – Małolat, Ward, Pono, Firma: Tadek, Bosski Roman oraz Juras, Roman, Wigor | Prosto Mixtape Deszczu Strugi (kompilacja)            | [ 38 ] |
| 2008 | „Reprezentuję JP (Remix)” – Firma | KRKRAP.com Vol.2 (kompilacja)                         | [ 39 ] |
| 2009 | „Mamy moc” – Bosski Roman, Piero (gościnnie: Firma: Kali, Popek, Tadek oraz Lee’tal) | Krak 2                                                | [ 40 ] |
| 2009 | „Wyrok ulicy” – Hemp Gru (gościnnie: Firma: Tadek, Bosski Roman, Kali, Popek oraz Kafar, Żary, Rest) | Droga                                                 | [ 41 ] |
| 2009 | „Ostatni raz” – NON Koneksja (gościnnie: Firma: Kali, Bosski Roman, Tadek) | Eksplozja                                             | [ 42 ] |
| 2010 | „Gdy życie doświadcza to o wenę nie trudno (Remix)” – Piero (gościnnie: Firma) „Przeciwko kurestwu i upadkowi zasad (Remix)” – Piero (gościnnie: Firma, Hemp Gru)                                                                | Beatmaker Mixtape                                     | [ 43 ] |
| 2010 | „Łapię życie za pysk” – PTP (gościnnie: Firma: Tadek, Bosski Roman) | Wybuchowa receptura                                   | [ 44 ] |
| 2011 | „Jara my” (GJ Edition) – Firma | Grube jointy 2: karani za nic (kompilacja)            | [ 45 ] |
| 2012 | „Fi Di Youths” – Firma, Młody Bosski, Daddy Freddy | Drużyna mistrzów (kompilacja)                         | [ 46 ] |
| 2012 | „Jestem lepszy” – Firma | Prosto Mixtape Kebs (kompilacja)                      | [ 47 ] |
| 2012 | „Nie do wiary” – Borixon (gościnnie: Firma: Popek, Bosski Roman) | Rap Not Dead                                          | [ 48 ] |
| 2013 | „SSF” – Berezin (gościnnie: Kali (Szybki Szmal), ILLG, Firma: Bosski Roman, Tadek oraz Klimon, Ledion, Cistychov, Komplex, Pravda)                                                                                               | XM2012                                                | [ 49 ] |
| 2013 | „Wirus lenistwa” – Pih, Bosski Roman, Młody Bosski, Tadek | Drużyna mistrzów 2: sport, muzyka, pasja (kompilacja) | [ 50 ] |
| 2013 | „Jeszcze Firma nie zginęła” – Popek (gościnnie: Firma: Tadek, Bosski Roman) | Monster                                               | [ 51 ] |
| 2013 | „Dla ludzi z charakterem” – Dudek RPK (gościnnie: RPK, Firma: Bosski Roman Tadek, Popek) | Od serca 2012                                         | [ 52 ] |
| 2013 | „Uliczna psychologia” – Rena (gościnnie: Firma: Popek, Bosski Roman) | Uliczna psychologia                                   | [ 53 ] |
| 2014 | „Cichy świadek” – Dixon37 (gościnnie: Firma: Bosski Roman, Tadek oraz Stefan, Młody Krasul) | OZNZ                                                  | [ 54 ] |
| 2015 | „KRK Rap” – Nizioł (gościnnie: Szajka, Firma: Bosski Roman, Tadek oraz Wysoki Lot, Tobi, Chinczyk, Gruszka, Songo Omerta) | Pretekst                                              | [ 55 ] |
| 2015 | „JP na Stoprocent” – Sobota (gościnnie: Firma: Popek, Bosski Roman) | Czekając na Sobotę                                    | [ 56 ] |
| 2015 | Popek, Bosski Roman, Papaj – „MMA” | Drużyna mistrzów 3 (kompilacja)                       | [ 57 ] |
| 2015 | „Milczenie owiec” – Miejski Sort (gościnnie: Firma: Bosski Roman, Popek, Pomidor) | Gry wszystkich miast                                  | [ 58 ] |
| 2017 | „Nie ma skutków bez przyczyn, tak jak dymu bez ognia” – Pomidor (gościnnie: Firma: Popek, Bosski Roman oraz Władek TRP, Juras, STW Podziemie) „Dość” – Pomidor (gościnnie: Firma: Popek, Bosski Roman oraz Daro, GPY, Ważka G21) | Uliczny dom wariatów                                  | [ 16 ] |

## Teledyski
| Rok       | Tytuł | Reżyseria        | Album                                    | Źródło        |
| --------- | --- | ---------------- | ---------------------------------------- | ------------- |
| 2002      | „Słowo na ulicy” |                  | Z dedykacją dla ulicy                    | [ 59 ]        |
| 2003      | „Brat” | Tuse             | Pierwszy nielegal                        | [ 25 ] [ 60 ] |
| 2006      | „MO Faya” |                  | Nielegalne rytmy                         | [ 61 ]        |
| 2008      | „Przeciwko kurestwu i upadkowi zasad” (gościnnie: Hemp Gru)                                                                        |                  | Przeciwko kurestwu i upadkowi zasad      | [ 62 ]        |
| 2008      | „Po tej samej stronie” |                  | Przeciwko kurestwu i upadkowi zasad      | [ 63 ]        |
| 2008      | „Reprezentuję JP” | Manufakturax     | Przeciwko kurestwu i upadkowi zasad      | [ 64 ]        |
| 2009      | „Mam wyjebane” |                  | NieLegalne Rytmy. Kontynuacja            | [ 65 ]        |
| 2009      | „Misja” (gościnnie: Bob One, Bas Tajpan, Lukasyno, MoniLove)                                                                       | Przedmarańcza    | NieLegalne Rytmy. Kontynuacja            | [ 66 ]        |
| 2011      | „Kryminalny rap” |                  | Nasza broń to nasza pasja                | [ 67 ]        |
| 2011      | „Nasza broń / Honor i ojczyzna” „Nasza broń (RMX)”                                                                                 | Gwaranto Studio  | Nasza broń to nasza pasja                | [ 68 ]        |
| 2011      | „Brat bratu bratem” | Act 6 Group      | Nasza broń to nasza pasja                | [ 69 ]        |
| 2011      | „Nie zabierzesz mikrofonu” (gościnnie: Virus Syndicate)                                                                            | Popek & Bosski   | Nasza broń to nasza pasja                | [ 70 ]        |
| 2011      | „Jara-My” (gościnnie: Bas Tajpan)                                                                                                  | Act 6 Group      | Nasza broń to nasza pasja                | [ 71 ]        |
| 2011      | „Dobre dziewczyny” | Gwaranto Studio  | Nasza broń to nasza pasja                | [ 72 ]        |
| 2011      | „Wyprawa nocna 5” | Tomek Planta     | Nasza broń to nasza pasja                | [ 73 ]        |
| 2012      | „Głowa do góry (RMX)” |                  | Nasza broń to nasza pasja                | [ 74 ]        |
| 2013      | „Wirus lenistwa” – (oraz Pih, Młody Bosski)                                                                                        | Gwaranto Studio  | Drużyna mistrzów 2: sport, muzyka, pasja | [ 75 ]        |
| Gościnnie | |                  |                                          |               |
| 2009      | „Wyrok ulicy” – Hemp Gru (gościnnie: Bosski Roman, Kafar, Tadek, Kai, Żary, Popek, Rest)                                           | Dill Film Studio | Droga                                    | [ 76 ]        |
| 2012      | „Jeszcze Firma nie zginęła” – Popek (gościnnie: Tadek, Bosski Roman)                                                               | Hit Vision       | Monster                                  | [ 77 ]        |
| 2012      | „Nie do wiary” – Borixon (gościnnie: Popek, Bosski Roman)                                                                          | Borixon & Firma  | Rap Not Dead                             | [ 48 ]        |
| 2014      | „Cichy świadek” – Dixon37 (gościnnie: Bosski Roman, Stefan, Tadek, Młody Krasul)                                                   | PokaFilm         | OZNZ                                     | [ 54 ]        |
| 2015      | „KRK Rap” – Nizioł (gościnnie: Szajka, Bosski Roman, Wysoki Lot, Tobi, Chinczyk, Gruszka, Tadek, Songo Omerta)                     | OesVidyo         | Pretekst                                 | [ 55 ]        |
| 2015      | „JP na Stoprocent” – Sobota (gościnnie: Popek, Bosski Roman)                                                                       | Piotr Gołdych    | Czekając na Sobotę                       | [ 56 ]        |
| 2018      | „Nie ma skutków bez przyczyn, tak jak dymu bez ognia” – Pomidor (gościnnie: Władek TRP, Bosski Roman, Popek, Juras, STW Podziemie) |                  | Uliczny dom wariatów                     | [ 78 ]        |